# Blake Gibson
Blake Gibson (Auckland, 19 aprile 1995) è un rugbista a 15 neozelandese che gioca come terza linea ala nell'Auckland nel National Provincial Championship e nei Blues in Super Rugby.

## Biografia
Gibson debuttò nel rugby professionistico tra le file di Auckland subentrando dalla panchina nella sfida con Canterbury valida per l'ITM Cup del 2014; le nove presenze condite da due mete durante la stagione gli valsero la chiamata nella squadra di preparazione per il Super Rugby 2015 degli Auckland Blues. Con la franchigia neozelandese fa il suo debutto nella partita contro gli Highlanders, venendo successivamente impiegato in altri quattro incontri durante la stagione. Un infortunio al ginocchio nella prima partita dell'ITM Cup del 2015 con Auckland gli impedì di giocare per tutta la competizione, nonostante ciò fu aggregato alla rosa dei Blues per il Super Rugby 2016. Dopo un inizio da protagonista nelle prime sette partite, giocate tutte dal primo minuto e condite da una meta contro gli Highlanders, nell'aprile 2016 una frattura del pollice lo tenne fuori dal campo per 10 settimane; tornò il 2 luglio 2016 nella sfida contro gli Hurricanes.
Convocato nella nazionale under-20 della Nuova Zelanda per disputare il Campionato mondiale giovanile di rugby 2015, contribuì alla vittoria finale della sua squadra giocando quattro partite e segnando due mete e venendo nominato per tre volte miglior giocatore del giorno dagli altri rugbisti impegnati nel torneo.

## Palmarès
- National Provincial Championship: 1
Auckland : 2018
- Super Rugby Trans-Tasman: 1
Blues: 2021